# Tramlijn Kwadijk - Volendam
De tramlijn Kwadijk - Volendam was een normaalsporige tramlijn die Station Kwadijk verbond met Edam en Volendam die werd geopend op 1 mei 1906. De lijn was eigendom van de HSM en had een lengte van 7,4 km. De watersnood van 1916 heeft de tramdienst vele maanden gestremd.

## Geschiedenis
In 1932 werd het baangedeelte Edam - Volendam van een derde rail voorzien, zodat er nu ook de metersporige trams van de tramlijn Amsterdam - Edam verder konden rijden tot Volendam. Met de elektrificatie van de Waterlandse tram werd ook de lijn naar Volendam geëlektrificeerd, zodat er vanaf 1932 een doorgaande dienst Amsterdam-Noord - Edam - Volendam ontstond. Op het normaalspoor bleven de NS-trams voor goederenverkeer nog rijden tot 1944. Het baanvak Kwadijk - Edam werd opgebroken. Het lijngedeelte Edam - Volendam bleef nog bij de NZH in gebruik tot september 1956, toen de Waterlandse tram werd opgeheven.

## Galerij

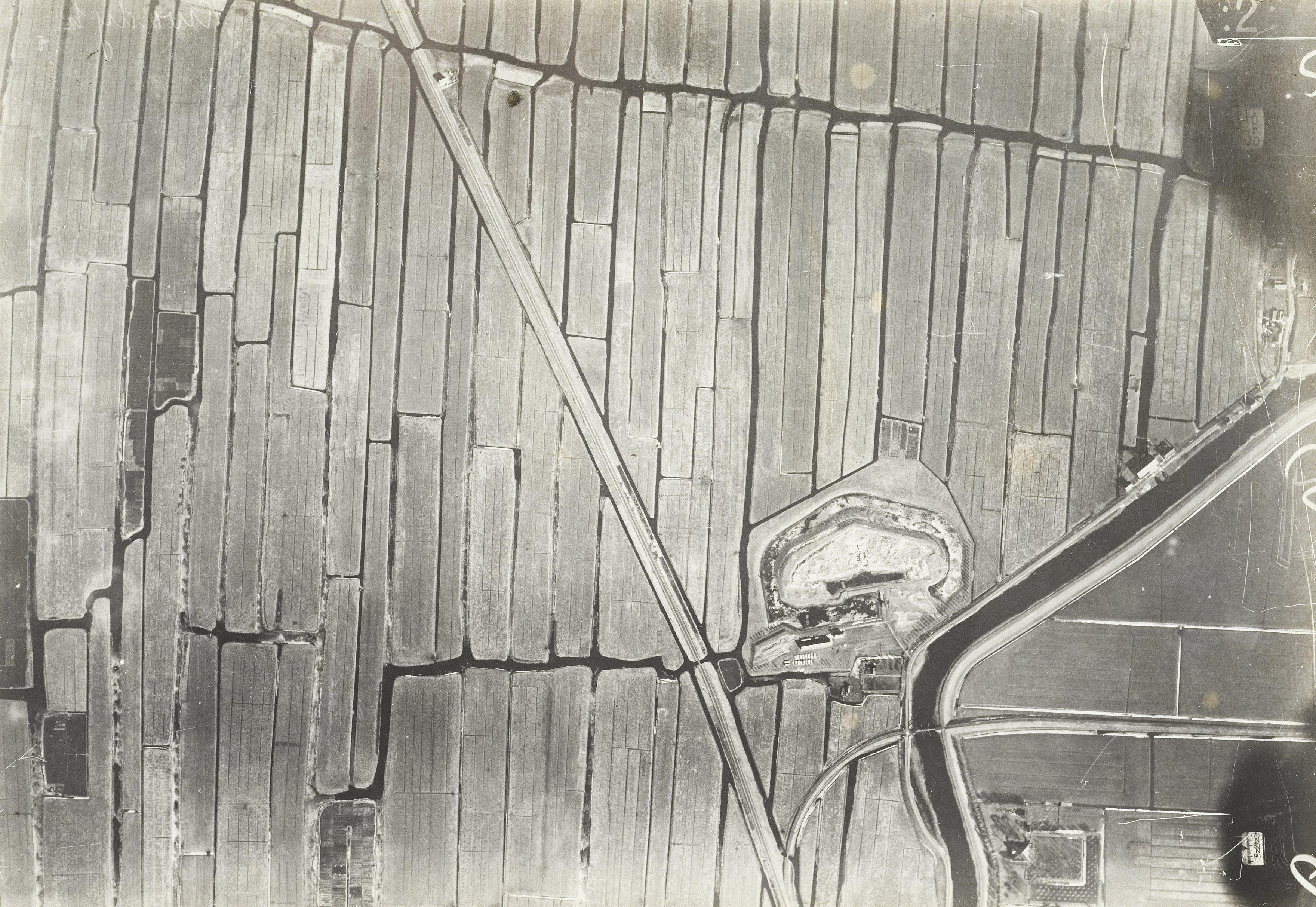
Luchtfoto van het Fort bij Kwadijk  met het begin van het tracé van de tramlijn tussen 1920 en 1930
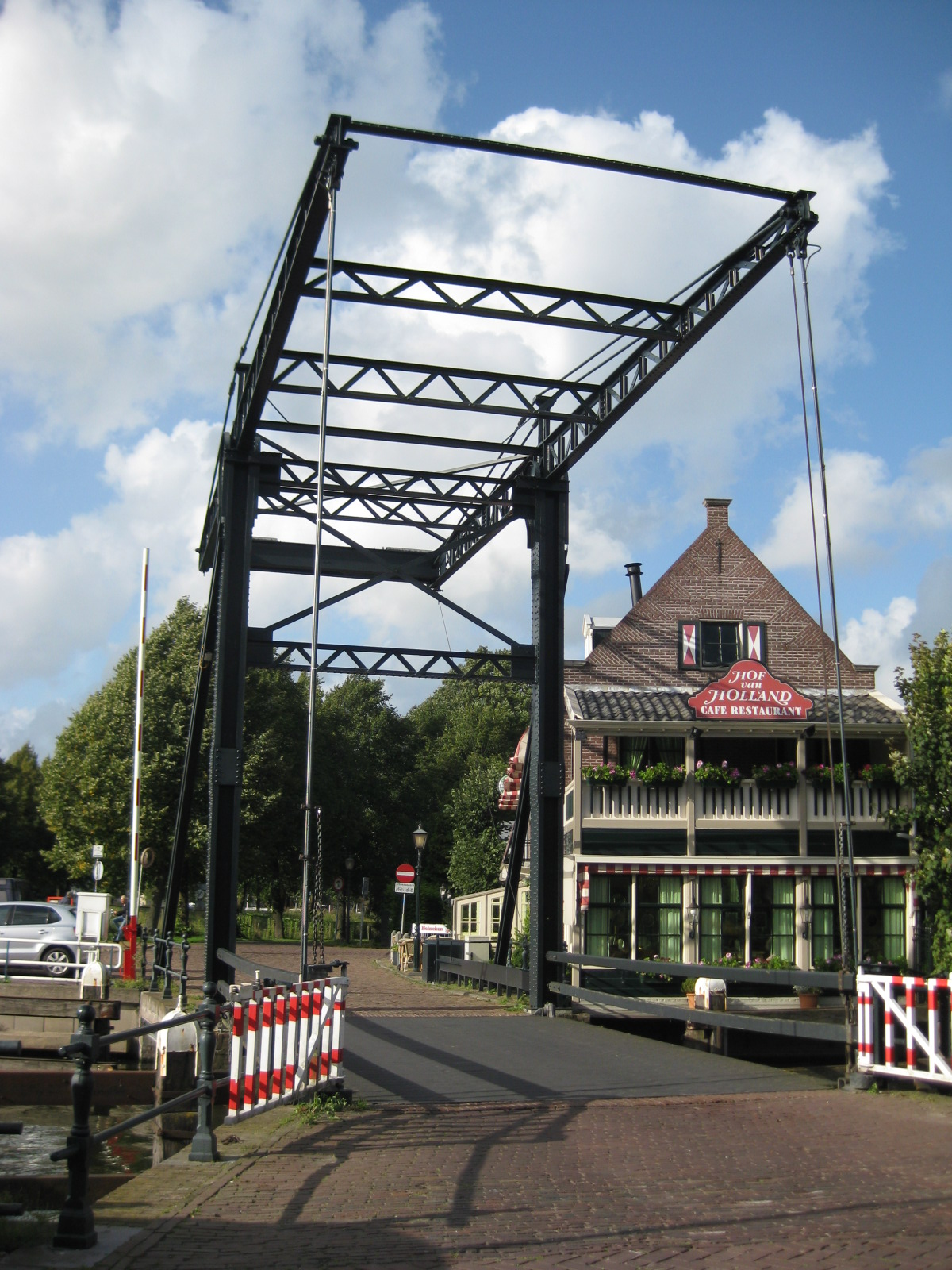
De Trambrug in Edam is in 1921 gebouwd voor de tramlijn Kwadijk - Volendam